# Tigran Petrosjan
Tigran Vartanovič Petrosjan (17. června 1929 – 13. srpna 1984; arménsky Տիգրան Պետրոսյան, rusky Тигра́н Варта́нович Петрося́н) byl arménský šachista, mistr světa v šachu v letech 1963 až 1969 hrající za Sovětský svaz. Přezdívalo se mu Železný Tigran, protože jeho hra byla známá jen stěží prorazitelnou obranou. K zápasu o titul mistra světa se dostal po vítězství na turnaji kandidátů 1962 po dramatickém souboji s Keresem. Pocházel z chudé arménské rodiny. Dětství prožil v Tbilisi. Za druhé světové války ztratil oba rodiče a živil se různými zaměstnáními. Krátce po válce se odstěhoval do Moskvy, kde žil až do své smrti. Povoláním byl novinář.
Šachy se naučil hrát ve svých osmi letech. Mezi jeho první úspěchy patří vítězství na mistrovstvích Arménie 1945–1948 a v dorosteneckých mistrovstvích SSSR 1946.
Petrosjan byl přívržencem pozičního šachu. Vyhýbal se riziku a do útoku se pouštěl výjimečně. Byl vynikající obránce, velmi málo prohrával. Napsal autobiografickou knihu, působil i jako šachový publicista. Zasloužil se také o obnovu vydávání šachového časopisu „64“, které bylo zastaveno za druhé světové války.

## Soutěže MS v šachu
Soutěží MS v šachu se Petrosjan účastnil 30 let.
Na mezipásmovém turnaji v Saltsjőbadenu skončil 2.–3., v turnaji kandidátů v Zurichu 1953 byl 5.
Na mezipásmovém turnaji Göteborgu 1955 byl 4., v turnaji kandidátů v Amsterdamu 1956 se dělil o 3.–7. místo.
Na mezipásmovém turnaji v Portoroži 1958 byl 3.–4., v turnaji kandidátů v Jugoslávii 1959 byl 3.
Na mezipásmovém turnaji ve Stockholmu 1961 byl 2.–3.
V turnaji kandidátů, který se hrál na ostrově Curaçao v Nizozemských Antilách v roce 1962 po napínavém boji zvítězil, když jako jediný z účastníků neprohrál žádnou partii (měl 8 výher a 19 remíz). Po celý turnaj podával vyrovnaný výkon, závěrečná kola hrál úplně bez rizik na remízy. Tato taktika mu nakonec přinesla úspěch. Jeho nejvážnější soupeř Paul Keres se o 1. místo připravil nečekanou prohrou v předposledním kole s hráčem, kterého snadno porazil ve třech předcházejících partiích.

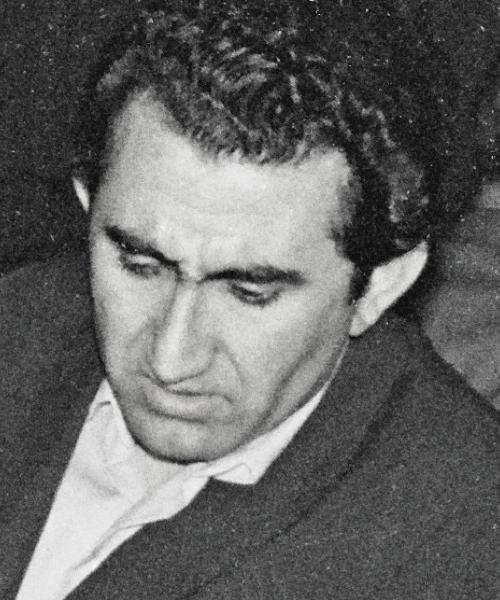
Tigran Petrosjan (1961)

V roce 1963 sehrál Petrosjan zápas o titul mistra světa s Michailem Botvinnikem. Vedení se ujal Botvinnik hned v 1. partii. Petrosjan vyrovnal v 5. partii po výborné hře v koncovce. V 7. partii Botvinnik nerozehrál dobře zahájení a Petrosjan šel do vedení. V dalších partiích Botvinnik vytrvale útočil, Petrosjanovi se až do 13. partie dařilo úspěšně bránit, ve 14. partii Botvinnik vyrovnal. Zdá se, že tato část zápasu stála Botvinnika mnoho sil (bylo mu 52 let). V 15. partii předvedl Petrosjan jeden z mála útočných výkonů své kariéry a znovu a definitivně získal vedení. V 18. a 19. partii Petrosjan dvakrát vyhrál vyrovnanou koncovku a o výsledku bylo rozhodnuto. Poslední tři partie skočily rychlými remízami. Petrosjan se stal po výhře v poměru 12½–9½ (+5, −2, =15) devátým mistrem světa v šachu.
V roce 1966 byl Petrosjanovým soupeřem v boji o titul MS Boris Spasskij. Zápas začal šesti remízami (v 5. partii Spasskij pokazil vyhranou pozici). V 7. partii se Petrosjan ujal vedení a v 10. partii získal po pěkné kombinaci dvojbodový náskok. Ve 12. partii Petrosjan opět pěkně zakombinoval a měl na dosah 3. výhru, ale těsně před časovou kontrolou udělal chybu a partie skončila remízou. Výhrami ve 13. a 19. partii se Spasskému podařilo vyrovnat, ale Petrosjan vyhrál 20. a 22. partii. Výhrou v předposlední 23. partii Spasskij už jen snížil Petrosjanův náskok. Konečný výsledek zápasu byl 12½–11½ (+4, −3, =17) ve prospěch Petrosjana.
V roce 1969 se Petrosjan střetnul v souboji o titul znovu se Spasským, tentokrát však byl Spasskij úspěšnější, když vyhrál 12½–10½ (+6, −4, =13).
V turnaji kandidátů v roce 1971 porazil Petrosjan ve čtvrtfinále Roberta Hübnera 1:0, =6, když se po prohře v 7. partii Hübner vzdal. V semifinále porazil Viktora Korčného 5½–4½ (+1, −0, =9). Ve finále prohrál s Robertem Fischerem 2½–6½ (+1, −5, =3).
V turnaji kandidátů v roce 1974 vyhrál ve čtvrtfinále nad Lajosem Portischem 7–6 (+3, −2, =8). V semifinále prohrál s Korčným 1–3, =1, když za tohoto stavu zápas vzdal.
Na mezipásmovém turnaji v Bielu (Švýcarsko) 1976 skončil 2.–4. V turnaji kandidátů 1977 podlehl ve čtvrtfinále Korčnému 5½–6½ (+1, −2, =9).
Na mezipásmovém turnaji v Rio de Janeiro 1979 skončil 1.–3. V turnaji kandidátů opět prohrál ve čtvrtfinále s Korčným 3½–5½ (+0, –2, =7).
Na mezipásmovém turnaji v Las Palmas 1982 skončil 4.–5. a dále nepostoupil.

## Turnajové výsledky
Díky svému „obrannému“ stylu Petrosjan nevyhrál mnoho turnajů, ale především zaznamenal minimum neúspěchů.
Mezi jeho výsledky na turnajích patří: 2. místo v Bukurešti 1953, 4.–5. Bělehradě 1954, 1.–2. v Beverwijku 1960, 1. na Nimcovičově memoriálu v Kodani, 2. místo v Curychu 1961, 3.–5. v Bledu 1961, 1.-2. v Los Angeles 1963, 2. v Buenos Aires 1964, 2.–3 v Jerevanu 1965, 3. v Záhřebu 1965, 1. v Moskvě 1966, 2.–3. v Benátkách 1967, 2.–3. v Bamberku 1968, 4. v Palmě de Mallorca 1968 a 2. v roce 1969, 2.–5. ve Wijku aan Zee 1971, na 
Aljechinově memoriálu v Moskvě 1971 byl 4.–5., San Antonio 1972 1.–3., Sarajevo 1972 2., Amsterdam 1973 1.–2., Las Palmas 1973 1.–2., Manila 1974 2., Milán 1975 3., Lone Pine open 1976 1. z 57 hráčů, 1978 6. ze 68, Čigorinův memoriál Soči 1977 5.–9., Hastings 1977/78 2.–3., Vilnius 1978 2., Keresův memoriál Tallinn 1979 1., 1983 3.–5., Banja Luka 1979 3.–4., Vršac 1981 3., Tilburg 1981 2., 1982 5.–6.

## Mistrovství SSSR
- 1949 Tbilisi 2.(semifinále)
- 1949 Moskva 16.
- 1950 Moskva 12.–13.
- 1951 Moskva 2.–3.
- 1954 Kyjev 4.–5.
- 1955 Moskva 3.–6.
- 1956 Tbilisi 1.(semifinále)
- 1957 Kyjev 1.(semifinále)
- 1957 Moskva 7.–8.
- 1958 Riga 2.
- 1959 Tbilisi 1.
- 1960 Petrohrad 2.–3.
- 1961 Moskva 1.
- 1969 Moskva 1.–2., zápas o 1. místo s Lvem Polugajevským vyhrál Petrosjan 3½–1½ (+2, −0, =3)
- 1973 Moskva 2.–6.
- 1975 Jerevan 1.
- 1976 Moskva 3.–4.
- 1977 Petrohrad 3.–4.
- 1983 Moskva 6.–9.

Mistrovství SSSR družstev hrával v letech 1951–1975.

## Reprezentace SSSR
Výsledky Petrosjana na šachových olympiádách.
- 1958 Mnichov 10½/13
- 1960 Lipsko 12/13
- 1962 Varna 10/12
- 1964 Tel Aviv 9½/13
- 1966 Havana 11½/13
- 1968 Lugano 10½/12
- 1970 Siegen 10/14
- 1972 Skopje 10½/16
- 1974 Nice 13½/15
- 1978 Buenos Aires 6/9
- Celkovým výsledkem +79, =51, −1 (79,8%) je třetím historicky nejúspěšnějším hráčem šachových olympiád (za Michailem Talem a Anatolijem Karpovem).
- S výjimkou roku 1978 družstvo SSSR vždy zvítězilo.

Výsledky Petrosjana na ME družstev
- 1957 Vídeň 4/5
- 1961 Oberhausen 6/8
- 1965 Hamburk 6/10
- 1970 Kapfenberg 3½/6
- 1973 Bath 4½/7
- 1977 Moskva 3½/6
- 1980 Skara 2½/5
- 1983 Plovdiv 3½/5
- družstva SSSR vždy zvítězila.

Hrál i v Utkání století v Bělehradě 1970 a v mnohých mezistátních turnajích.

## Vybraná partie
|   | a | b | c | d | e | f | g | h |   |
| 8 | g8 černý král · f7 černý věž · h7 černý pěšec · a6 černý pěšec · d6 bílý jezdec · a5 černý jezdec · b5 černý pěšec · c5 černý pěšec · d5 bílý pěšec · g5 černý dáma · c4 bílý pěšec · b3 bílý pěšec · e3 bílý jezdec · a2 bílý pěšec · b2 bílý dáma · h2 bílý pěšec · h1 bílý král | g8 černý král · f7 černý věž · h7 černý pěšec · a6 černý pěšec · d6 bílý jezdec · a5 černý jezdec · b5 černý pěšec · c5 černý pěšec · d5 bílý pěšec · g5 černý dáma · c4 bílý pěšec · b3 bílý pěšec · e3 bílý jezdec · a2 bílý pěšec · b2 bílý dáma · h2 bílý pěšec · h1 bílý král | g8 černý král · f7 černý věž · h7 černý pěšec · a6 černý pěšec · d6 bílý jezdec · a5 černý jezdec · b5 černý pěšec · c5 černý pěšec · d5 bílý pěšec · g5 černý dáma · c4 bílý pěšec · b3 bílý pěšec · e3 bílý jezdec · a2 bílý pěšec · b2 bílý dáma · h2 bílý pěšec · h1 bílý král | g8 černý král · f7 černý věž · h7 černý pěšec · a6 černý pěšec · d6 bílý jezdec · a5 černý jezdec · b5 černý pěšec · c5 černý pěšec · d5 bílý pěšec · g5 černý dáma · c4 bílý pěšec · b3 bílý pěšec · e3 bílý jezdec · a2 bílý pěšec · b2 bílý dáma · h2 bílý pěšec · h1 bílý král | g8 černý král · f7 černý věž · h7 černý pěšec · a6 černý pěšec · d6 bílý jezdec · a5 černý jezdec · b5 černý pěšec · c5 černý pěšec · d5 bílý pěšec · g5 černý dáma · c4 bílý pěšec · b3 bílý pěšec · e3 bílý jezdec · a2 bílý pěšec · b2 bílý dáma · h2 bílý pěšec · h1 bílý král | g8 černý král · f7 černý věž · h7 černý pěšec · a6 černý pěšec · d6 bílý jezdec · a5 černý jezdec · b5 černý pěšec · c5 černý pěšec · d5 bílý pěšec · g5 černý dáma · c4 bílý pěšec · b3 bílý pěšec · e3 bílý jezdec · a2 bílý pěšec · b2 bílý dáma · h2 bílý pěšec · h1 bílý král | g8 černý král · f7 černý věž · h7 černý pěšec · a6 černý pěšec · d6 bílý jezdec · a5 černý jezdec · b5 černý pěšec · c5 černý pěšec · d5 bílý pěšec · g5 černý dáma · c4 bílý pěšec · b3 bílý pěšec · e3 bílý jezdec · a2 bílý pěšec · b2 bílý dáma · h2 bílý pěšec · h1 bílý král | g8 černý král · f7 černý věž · h7 černý pěšec · a6 černý pěšec · d6 bílý jezdec · a5 černý jezdec · b5 černý pěšec · c5 černý pěšec · d5 bílý pěšec · g5 černý dáma · c4 bílý pěšec · b3 bílý pěšec · e3 bílý jezdec · a2 bílý pěšec · b2 bílý dáma · h2 bílý pěšec · h1 bílý král | 8 |
| 7 | g8 černý král · f7 černý věž · h7 černý pěšec · a6 černý pěšec · d6 bílý jezdec · a5 černý jezdec · b5 černý pěšec · c5 černý pěšec · d5 bílý pěšec · g5 černý dáma · c4 bílý pěšec · b3 bílý pěšec · e3 bílý jezdec · a2 bílý pěšec · b2 bílý dáma · h2 bílý pěšec · h1 bílý král | g8 černý král · f7 černý věž · h7 černý pěšec · a6 černý pěšec · d6 bílý jezdec · a5 černý jezdec · b5 černý pěšec · c5 černý pěšec · d5 bílý pěšec · g5 černý dáma · c4 bílý pěšec · b3 bílý pěšec · e3 bílý jezdec · a2 bílý pěšec · b2 bílý dáma · h2 bílý pěšec · h1 bílý král | g8 černý král · f7 černý věž · h7 černý pěšec · a6 černý pěšec · d6 bílý jezdec · a5 černý jezdec · b5 černý pěšec · c5 černý pěšec · d5 bílý pěšec · g5 černý dáma · c4 bílý pěšec · b3 bílý pěšec · e3 bílý jezdec · a2 bílý pěšec · b2 bílý dáma · h2 bílý pěšec · h1 bílý král | g8 černý král · f7 černý věž · h7 černý pěšec · a6 černý pěšec · d6 bílý jezdec · a5 černý jezdec · b5 černý pěšec · c5 černý pěšec · d5 bílý pěšec · g5 černý dáma · c4 bílý pěšec · b3 bílý pěšec · e3 bílý jezdec · a2 bílý pěšec · b2 bílý dáma · h2 bílý pěšec · h1 bílý král | g8 černý král · f7 černý věž · h7 černý pěšec · a6 černý pěšec · d6 bílý jezdec · a5 černý jezdec · b5 černý pěšec · c5 černý pěšec · d5 bílý pěšec · g5 černý dáma · c4 bílý pěšec · b3 bílý pěšec · e3 bílý jezdec · a2 bílý pěšec · b2 bílý dáma · h2 bílý pěšec · h1 bílý král | g8 černý král · f7 černý věž · h7 černý pěšec · a6 černý pěšec · d6 bílý jezdec · a5 černý jezdec · b5 černý pěšec · c5 černý pěšec · d5 bílý pěšec · g5 černý dáma · c4 bílý pěšec · b3 bílý pěšec · e3 bílý jezdec · a2 bílý pěšec · b2 bílý dáma · h2 bílý pěšec · h1 bílý král | g8 černý král · f7 černý věž · h7 černý pěšec · a6 černý pěšec · d6 bílý jezdec · a5 černý jezdec · b5 černý pěšec · c5 černý pěšec · d5 bílý pěšec · g5 černý dáma · c4 bílý pěšec · b3 bílý pěšec · e3 bílý jezdec · a2 bílý pěšec · b2 bílý dáma · h2 bílý pěšec · h1 bílý král | g8 černý král · f7 černý věž · h7 černý pěšec · a6 černý pěšec · d6 bílý jezdec · a5 černý jezdec · b5 černý pěšec · c5 černý pěšec · d5 bílý pěšec · g5 černý dáma · c4 bílý pěšec · b3 bílý pěšec · e3 bílý jezdec · a2 bílý pěšec · b2 bílý dáma · h2 bílý pěšec · h1 bílý král | 7 |
| 6 | g8 černý král · f7 černý věž · h7 černý pěšec · a6 černý pěšec · d6 bílý jezdec · a5 černý jezdec · b5 černý pěšec · c5 černý pěšec · d5 bílý pěšec · g5 černý dáma · c4 bílý pěšec · b3 bílý pěšec · e3 bílý jezdec · a2 bílý pěšec · b2 bílý dáma · h2 bílý pěšec · h1 bílý král | g8 černý král · f7 černý věž · h7 černý pěšec · a6 černý pěšec · d6 bílý jezdec · a5 černý jezdec · b5 černý pěšec · c5 černý pěšec · d5 bílý pěšec · g5 černý dáma · c4 bílý pěšec · b3 bílý pěšec · e3 bílý jezdec · a2 bílý pěšec · b2 bílý dáma · h2 bílý pěšec · h1 bílý král | g8 černý král · f7 černý věž · h7 černý pěšec · a6 černý pěšec · d6 bílý jezdec · a5 černý jezdec · b5 černý pěšec · c5 černý pěšec · d5 bílý pěšec · g5 černý dáma · c4 bílý pěšec · b3 bílý pěšec · e3 bílý jezdec · a2 bílý pěšec · b2 bílý dáma · h2 bílý pěšec · h1 bílý král | g8 černý král · f7 černý věž · h7 černý pěšec · a6 černý pěšec · d6 bílý jezdec · a5 černý jezdec · b5 černý pěšec · c5 černý pěšec · d5 bílý pěšec · g5 černý dáma · c4 bílý pěšec · b3 bílý pěšec · e3 bílý jezdec · a2 bílý pěšec · b2 bílý dáma · h2 bílý pěšec · h1 bílý král | g8 černý král · f7 černý věž · h7 černý pěšec · a6 černý pěšec · d6 bílý jezdec · a5 černý jezdec · b5 černý pěšec · c5 černý pěšec · d5 bílý pěšec · g5 černý dáma · c4 bílý pěšec · b3 bílý pěšec · e3 bílý jezdec · a2 bílý pěšec · b2 bílý dáma · h2 bílý pěšec · h1 bílý král | g8 černý král · f7 černý věž · h7 černý pěšec · a6 černý pěšec · d6 bílý jezdec · a5 černý jezdec · b5 černý pěšec · c5 černý pěšec · d5 bílý pěšec · g5 černý dáma · c4 bílý pěšec · b3 bílý pěšec · e3 bílý jezdec · a2 bílý pěšec · b2 bílý dáma · h2 bílý pěšec · h1 bílý král | g8 černý král · f7 černý věž · h7 černý pěšec · a6 černý pěšec · d6 bílý jezdec · a5 černý jezdec · b5 černý pěšec · c5 černý pěšec · d5 bílý pěšec · g5 černý dáma · c4 bílý pěšec · b3 bílý pěšec · e3 bílý jezdec · a2 bílý pěšec · b2 bílý dáma · h2 bílý pěšec · h1 bílý král | g8 černý král · f7 černý věž · h7 černý pěšec · a6 černý pěšec · d6 bílý jezdec · a5 černý jezdec · b5 černý pěšec · c5 černý pěšec · d5 bílý pěšec · g5 černý dáma · c4 bílý pěšec · b3 bílý pěšec · e3 bílý jezdec · a2 bílý pěšec · b2 bílý dáma · h2 bílý pěšec · h1 bílý král | 6 |
| 5 | g8 černý král · f7 černý věž · h7 černý pěšec · a6 černý pěšec · d6 bílý jezdec · a5 černý jezdec · b5 černý pěšec · c5 černý pěšec · d5 bílý pěšec · g5 černý dáma · c4 bílý pěšec · b3 bílý pěšec · e3 bílý jezdec · a2 bílý pěšec · b2 bílý dáma · h2 bílý pěšec · h1 bílý král | g8 černý král · f7 černý věž · h7 černý pěšec · a6 černý pěšec · d6 bílý jezdec · a5 černý jezdec · b5 černý pěšec · c5 černý pěšec · d5 bílý pěšec · g5 černý dáma · c4 bílý pěšec · b3 bílý pěšec · e3 bílý jezdec · a2 bílý pěšec · b2 bílý dáma · h2 bílý pěšec · h1 bílý král | g8 černý král · f7 černý věž · h7 černý pěšec · a6 černý pěšec · d6 bílý jezdec · a5 černý jezdec · b5 černý pěšec · c5 černý pěšec · d5 bílý pěšec · g5 černý dáma · c4 bílý pěšec · b3 bílý pěšec · e3 bílý jezdec · a2 bílý pěšec · b2 bílý dáma · h2 bílý pěšec · h1 bílý král | g8 černý král · f7 černý věž · h7 černý pěšec · a6 černý pěšec · d6 bílý jezdec · a5 černý jezdec · b5 černý pěšec · c5 černý pěšec · d5 bílý pěšec · g5 černý dáma · c4 bílý pěšec · b3 bílý pěšec · e3 bílý jezdec · a2 bílý pěšec · b2 bílý dáma · h2 bílý pěšec · h1 bílý král | g8 černý král · f7 černý věž · h7 černý pěšec · a6 černý pěšec · d6 bílý jezdec · a5 černý jezdec · b5 černý pěšec · c5 černý pěšec · d5 bílý pěšec · g5 černý dáma · c4 bílý pěšec · b3 bílý pěšec · e3 bílý jezdec · a2 bílý pěšec · b2 bílý dáma · h2 bílý pěšec · h1 bílý král | g8 černý král · f7 černý věž · h7 černý pěšec · a6 černý pěšec · d6 bílý jezdec · a5 černý jezdec · b5 černý pěšec · c5 černý pěšec · d5 bílý pěšec · g5 černý dáma · c4 bílý pěšec · b3 bílý pěšec · e3 bílý jezdec · a2 bílý pěšec · b2 bílý dáma · h2 bílý pěšec · h1 bílý král | g8 černý král · f7 černý věž · h7 černý pěšec · a6 černý pěšec · d6 bílý jezdec · a5 černý jezdec · b5 černý pěšec · c5 černý pěšec · d5 bílý pěšec · g5 černý dáma · c4 bílý pěšec · b3 bílý pěšec · e3 bílý jezdec · a2 bílý pěšec · b2 bílý dáma · h2 bílý pěšec · h1 bílý král | g8 černý král · f7 černý věž · h7 černý pěšec · a6 černý pěšec · d6 bílý jezdec · a5 černý jezdec · b5 černý pěšec · c5 černý pěšec · d5 bílý pěšec · g5 černý dáma · c4 bílý pěšec · b3 bílý pěšec · e3 bílý jezdec · a2 bílý pěšec · b2 bílý dáma · h2 bílý pěšec · h1 bílý král | 5 |
| 4 | g8 černý král · f7 černý věž · h7 černý pěšec · a6 černý pěšec · d6 bílý jezdec · a5 černý jezdec · b5 černý pěšec · c5 černý pěšec · d5 bílý pěšec · g5 černý dáma · c4 bílý pěšec · b3 bílý pěšec · e3 bílý jezdec · a2 bílý pěšec · b2 bílý dáma · h2 bílý pěšec · h1 bílý král | g8 černý král · f7 černý věž · h7 černý pěšec · a6 černý pěšec · d6 bílý jezdec · a5 černý jezdec · b5 černý pěšec · c5 černý pěšec · d5 bílý pěšec · g5 černý dáma · c4 bílý pěšec · b3 bílý pěšec · e3 bílý jezdec · a2 bílý pěšec · b2 bílý dáma · h2 bílý pěšec · h1 bílý král | g8 černý král · f7 černý věž · h7 černý pěšec · a6 černý pěšec · d6 bílý jezdec · a5 černý jezdec · b5 černý pěšec · c5 černý pěšec · d5 bílý pěšec · g5 černý dáma · c4 bílý pěšec · b3 bílý pěšec · e3 bílý jezdec · a2 bílý pěšec · b2 bílý dáma · h2 bílý pěšec · h1 bílý král | g8 černý král · f7 černý věž · h7 černý pěšec · a6 černý pěšec · d6 bílý jezdec · a5 černý jezdec · b5 černý pěšec · c5 černý pěšec · d5 bílý pěšec · g5 černý dáma · c4 bílý pěšec · b3 bílý pěšec · e3 bílý jezdec · a2 bílý pěšec · b2 bílý dáma · h2 bílý pěšec · h1 bílý král | g8 černý král · f7 černý věž · h7 černý pěšec · a6 černý pěšec · d6 bílý jezdec · a5 černý jezdec · b5 černý pěšec · c5 černý pěšec · d5 bílý pěšec · g5 černý dáma · c4 bílý pěšec · b3 bílý pěšec · e3 bílý jezdec · a2 bílý pěšec · b2 bílý dáma · h2 bílý pěšec · h1 bílý král | g8 černý král · f7 černý věž · h7 černý pěšec · a6 černý pěšec · d6 bílý jezdec · a5 černý jezdec · b5 černý pěšec · c5 černý pěšec · d5 bílý pěšec · g5 černý dáma · c4 bílý pěšec · b3 bílý pěšec · e3 bílý jezdec · a2 bílý pěšec · b2 bílý dáma · h2 bílý pěšec · h1 bílý král | g8 černý král · f7 černý věž · h7 černý pěšec · a6 černý pěšec · d6 bílý jezdec · a5 černý jezdec · b5 černý pěšec · c5 černý pěšec · d5 bílý pěšec · g5 černý dáma · c4 bílý pěšec · b3 bílý pěšec · e3 bílý jezdec · a2 bílý pěšec · b2 bílý dáma · h2 bílý pěšec · h1 bílý král | g8 černý král · f7 černý věž · h7 černý pěšec · a6 černý pěšec · d6 bílý jezdec · a5 černý jezdec · b5 černý pěšec · c5 černý pěšec · d5 bílý pěšec · g5 černý dáma · c4 bílý pěšec · b3 bílý pěšec · e3 bílý jezdec · a2 bílý pěšec · b2 bílý dáma · h2 bílý pěšec · h1 bílý král | 4 |
| 3 | g8 černý král · f7 černý věž · h7 černý pěšec · a6 černý pěšec · d6 bílý jezdec · a5 černý jezdec · b5 černý pěšec · c5 černý pěšec · d5 bílý pěšec · g5 černý dáma · c4 bílý pěšec · b3 bílý pěšec · e3 bílý jezdec · a2 bílý pěšec · b2 bílý dáma · h2 bílý pěšec · h1 bílý král | g8 černý král · f7 černý věž · h7 černý pěšec · a6 černý pěšec · d6 bílý jezdec · a5 černý jezdec · b5 černý pěšec · c5 černý pěšec · d5 bílý pěšec · g5 černý dáma · c4 bílý pěšec · b3 bílý pěšec · e3 bílý jezdec · a2 bílý pěšec · b2 bílý dáma · h2 bílý pěšec · h1 bílý král | g8 černý král · f7 černý věž · h7 černý pěšec · a6 černý pěšec · d6 bílý jezdec · a5 černý jezdec · b5 černý pěšec · c5 černý pěšec · d5 bílý pěšec · g5 černý dáma · c4 bílý pěšec · b3 bílý pěšec · e3 bílý jezdec · a2 bílý pěšec · b2 bílý dáma · h2 bílý pěšec · h1 bílý král | g8 černý král · f7 černý věž · h7 černý pěšec · a6 černý pěšec · d6 bílý jezdec · a5 černý jezdec · b5 černý pěšec · c5 černý pěšec · d5 bílý pěšec · g5 černý dáma · c4 bílý pěšec · b3 bílý pěšec · e3 bílý jezdec · a2 bílý pěšec · b2 bílý dáma · h2 bílý pěšec · h1 bílý král | g8 černý král · f7 černý věž · h7 černý pěšec · a6 černý pěšec · d6 bílý jezdec · a5 černý jezdec · b5 černý pěšec · c5 černý pěšec · d5 bílý pěšec · g5 černý dáma · c4 bílý pěšec · b3 bílý pěšec · e3 bílý jezdec · a2 bílý pěšec · b2 bílý dáma · h2 bílý pěšec · h1 bílý král | g8 černý král · f7 černý věž · h7 černý pěšec · a6 černý pěšec · d6 bílý jezdec · a5 černý jezdec · b5 černý pěšec · c5 černý pěšec · d5 bílý pěšec · g5 černý dáma · c4 bílý pěšec · b3 bílý pěšec · e3 bílý jezdec · a2 bílý pěšec · b2 bílý dáma · h2 bílý pěšec · h1 bílý král | g8 černý král · f7 černý věž · h7 černý pěšec · a6 černý pěšec · d6 bílý jezdec · a5 černý jezdec · b5 černý pěšec · c5 černý pěšec · d5 bílý pěšec · g5 černý dáma · c4 bílý pěšec · b3 bílý pěšec · e3 bílý jezdec · a2 bílý pěšec · b2 bílý dáma · h2 bílý pěšec · h1 bílý král | g8 černý král · f7 černý věž · h7 černý pěšec · a6 černý pěšec · d6 bílý jezdec · a5 černý jezdec · b5 černý pěšec · c5 černý pěšec · d5 bílý pěšec · g5 černý dáma · c4 bílý pěšec · b3 bílý pěšec · e3 bílý jezdec · a2 bílý pěšec · b2 bílý dáma · h2 bílý pěšec · h1 bílý král | 3 |
| 2 | g8 černý král · f7 černý věž · h7 černý pěšec · a6 černý pěšec · d6 bílý jezdec · a5 černý jezdec · b5 černý pěšec · c5 černý pěšec · d5 bílý pěšec · g5 černý dáma · c4 bílý pěšec · b3 bílý pěšec · e3 bílý jezdec · a2 bílý pěšec · b2 bílý dáma · h2 bílý pěšec · h1 bílý král | g8 černý král · f7 černý věž · h7 černý pěšec · a6 černý pěšec · d6 bílý jezdec · a5 černý jezdec · b5 černý pěšec · c5 černý pěšec · d5 bílý pěšec · g5 černý dáma · c4 bílý pěšec · b3 bílý pěšec · e3 bílý jezdec · a2 bílý pěšec · b2 bílý dáma · h2 bílý pěšec · h1 bílý král | g8 černý král · f7 černý věž · h7 černý pěšec · a6 černý pěšec · d6 bílý jezdec · a5 černý jezdec · b5 černý pěšec · c5 černý pěšec · d5 bílý pěšec · g5 černý dáma · c4 bílý pěšec · b3 bílý pěšec · e3 bílý jezdec · a2 bílý pěšec · b2 bílý dáma · h2 bílý pěšec · h1 bílý král | g8 černý král · f7 černý věž · h7 černý pěšec · a6 černý pěšec · d6 bílý jezdec · a5 černý jezdec · b5 černý pěšec · c5 černý pěšec · d5 bílý pěšec · g5 černý dáma · c4 bílý pěšec · b3 bílý pěšec · e3 bílý jezdec · a2 bílý pěšec · b2 bílý dáma · h2 bílý pěšec · h1 bílý král | g8 černý král · f7 černý věž · h7 černý pěšec · a6 černý pěšec · d6 bílý jezdec · a5 černý jezdec · b5 černý pěšec · c5 černý pěšec · d5 bílý pěšec · g5 černý dáma · c4 bílý pěšec · b3 bílý pěšec · e3 bílý jezdec · a2 bílý pěšec · b2 bílý dáma · h2 bílý pěšec · h1 bílý král | g8 černý král · f7 černý věž · h7 černý pěšec · a6 černý pěšec · d6 bílý jezdec · a5 černý jezdec · b5 černý pěšec · c5 černý pěšec · d5 bílý pěšec · g5 černý dáma · c4 bílý pěšec · b3 bílý pěšec · e3 bílý jezdec · a2 bílý pěšec · b2 bílý dáma · h2 bílý pěšec · h1 bílý král | g8 černý král · f7 černý věž · h7 černý pěšec · a6 černý pěšec · d6 bílý jezdec · a5 černý jezdec · b5 černý pěšec · c5 černý pěšec · d5 bílý pěšec · g5 černý dáma · c4 bílý pěšec · b3 bílý pěšec · e3 bílý jezdec · a2 bílý pěšec · b2 bílý dáma · h2 bílý pěšec · h1 bílý král | g8 černý král · f7 černý věž · h7 černý pěšec · a6 černý pěšec · d6 bílý jezdec · a5 černý jezdec · b5 černý pěšec · c5 černý pěšec · d5 bílý pěšec · g5 černý dáma · c4 bílý pěšec · b3 bílý pěšec · e3 bílý jezdec · a2 bílý pěšec · b2 bílý dáma · h2 bílý pěšec · h1 bílý král | 2 |
| 1 | g8 černý král · f7 černý věž · h7 černý pěšec · a6 černý pěšec · d6 bílý jezdec · a5 černý jezdec · b5 černý pěšec · c5 černý pěšec · d5 bílý pěšec · g5 černý dáma · c4 bílý pěšec · b3 bílý pěšec · e3 bílý jezdec · a2 bílý pěšec · b2 bílý dáma · h2 bílý pěšec · h1 bílý král | g8 černý král · f7 černý věž · h7 černý pěšec · a6 černý pěšec · d6 bílý jezdec · a5 černý jezdec · b5 černý pěšec · c5 černý pěšec · d5 bílý pěšec · g5 černý dáma · c4 bílý pěšec · b3 bílý pěšec · e3 bílý jezdec · a2 bílý pěšec · b2 bílý dáma · h2 bílý pěšec · h1 bílý král | g8 černý král · f7 černý věž · h7 černý pěšec · a6 černý pěšec · d6 bílý jezdec · a5 černý jezdec · b5 černý pěšec · c5 černý pěšec · d5 bílý pěšec · g5 černý dáma · c4 bílý pěšec · b3 bílý pěšec · e3 bílý jezdec · a2 bílý pěšec · b2 bílý dáma · h2 bílý pěšec · h1 bílý král | g8 černý král · f7 černý věž · h7 černý pěšec · a6 černý pěšec · d6 bílý jezdec · a5 černý jezdec · b5 černý pěšec · c5 černý pěšec · d5 bílý pěšec · g5 černý dáma · c4 bílý pěšec · b3 bílý pěšec · e3 bílý jezdec · a2 bílý pěšec · b2 bílý dáma · h2 bílý pěšec · h1 bílý král | g8 černý král · f7 černý věž · h7 černý pěšec · a6 černý pěšec · d6 bílý jezdec · a5 černý jezdec · b5 černý pěšec · c5 černý pěšec · d5 bílý pěšec · g5 černý dáma · c4 bílý pěšec · b3 bílý pěšec · e3 bílý jezdec · a2 bílý pěšec · b2 bílý dáma · h2 bílý pěšec · h1 bílý král | g8 černý král · f7 černý věž · h7 černý pěšec · a6 černý pěšec · d6 bílý jezdec · a5 černý jezdec · b5 černý pěšec · c5 černý pěšec · d5 bílý pěšec · g5 černý dáma · c4 bílý pěšec · b3 bílý pěšec · e3 bílý jezdec · a2 bílý pěšec · b2 bílý dáma · h2 bílý pěšec · h1 bílý král | g8 černý král · f7 černý věž · h7 černý pěšec · a6 černý pěšec · d6 bílý jezdec · a5 černý jezdec · b5 černý pěšec · c5 černý pěšec · d5 bílý pěšec · g5 černý dáma · c4 bílý pěšec · b3 bílý pěšec · e3 bílý jezdec · a2 bílý pěšec · b2 bílý dáma · h2 bílý pěšec · h1 bílý král | g8 černý král · f7 černý věž · h7 černý pěšec · a6 černý pěšec · d6 bílý jezdec · a5 černý jezdec · b5 černý pěšec · c5 černý pěšec · d5 bílý pěšec · g5 černý dáma · c4 bílý pěšec · b3 bílý pěšec · e3 bílý jezdec · a2 bílý pěšec · b2 bílý dáma · h2 bílý pěšec · h1 bílý král | 1 |
|   | a | b | c | d | e | f | g | h |   |

- Tigran Petrosjan – Boris Spasskij
- Zápas o titul MS, 10. partie
- Moskva 1966
- Královská indická obrana, E66

- 1. Jf3 Jf6
- 2. g3 g6
- 3. c4 Sg7
- 4. Sg2 0–0
- 5. 0–0 Jc6
- 6. Jc3 d6
- 7. d4 a6
- 8. d5 Ja5
- 9. Jd2 c5
- 10. Dc2 e5
- 11. b3 Jg4
- 12. e4 f5
- 13. e×f5 g×f5
- 14. Jd1 b5
- 15. f3? e4
- 16. Sb2 e×f3
- 17. S×f3 S×b2
- 18. D×b2 Je5
- 19. Se2 f4!
- 20. g×f4 Sh3?
- 21. Je3! S×f1
- 22. V×f1 Jg6
- 23. Sg4 J×f4?
- 24. V×f4! V×f4
- 25. Se6+ Vf7
- 26. Je4 Dh4
- 27. J×d6 Dg5+
- 28. Kh1 Vaa7
- 29. S×f7+ V×f7 (diagram)
- 30. Dh8+!! Černý se vzdal, protože po 30. ... K×h8 31. J×f7+ a 32. J×g5 má bílý rozhodující materiální převahu.